# 烏蘇里白鮭
烏蘇里白鮭（学名：Coregonus ussuriensis），俗名兔子魚、雅巴沙、白魚、大眼白，為輻鰭魚綱鮭形目鮭科白鲑属的一種冷水性鱼类。其种加词“ussuriensis”意为“乌苏里的”。该物种的模式产地在乌苏里江和兴凯湖。

## 分布
本魚分布於中國黑龍江省吉林省境內的黑龍江、烏蘇里江、松花江、牡丹江、嫩江、興凱湖；俄羅斯庫頁島、鄂霍次克海南部、阿穆爾河(Amur)、結雅河(Zeya)流域。

## 特徵
本魚體延長，側扁。尾柄較短，頭較短小，頭長小於體高，吻長約與眼徑相等。眼較大，上側位，眼前緣無脂眼瞼。眼間隔寬而圓突。口小，端位，上下頜等長。上下頜、犁骨、顎骨和舌上均無牙。鰓蓋膜不與頰部相連。體被圓鱗，側線中位，較平直，側線鱗86－94枚。胸鰭低位。腹鰭起點後於背鰭起點，約與背鰭第三分枝鰭條基本相對。尾鰭叉形，脂鰭小。背部青灰色，腹側銀白色，各鰭淺灰，背鰭和尾鰭的後緣均呈黑色。虹膜呈銀白色，故名「大眼白」。體長可達60公分。

## 生態
本魚喜棲息於沙礫或礫石底，水質澄清、水流及、水溫較低的河川中。喜結成小群，游速較快，棲息水溫範圍1－20℃。朝著水溫的季節變化，故有較明顯的的適溫洄游。每年4－5月江河解凍、流冰期結束後，魚群在淺水區索餌，為肉食性魚類，主要捕食魚類、甲殼類、水生昆蟲。攝食強度和食餌種類隨季節而異。夏季由於水溫增高，幾乎停止攝食；春秋兩季食慾強盛，攝食強度較大；秋季，胃納物中以水生昆蟲為主；冬季以魚類為主。本魚性成熟較遲，通常雄魚5齡初次性成熟，雌魚6齡才首次性成熟。個體懷卵量為2.6－6萬粒，卵呈球形，淡黃色。繁殖期在10月下旬至11月上旬。翌年仔魚夫出後，在卵黃囊尚未吸收殆盡時，即延江水順流而下。性成熟的雄魚在繁殖季節具明顯的副特徵，體側自鰓蓋後緣至尾柄具10－12行縱向白色珠星，生殖後即自行消失。

## 經濟利用
為中國東北地區的名貴特產，肉質細嫩鮮美，含脂量高，是屬於商業性魚類，每年產量約50噸。

## 資源現況
近幾年來，大個體的高齡於極為罕見，單位產量和總產量有所下降，這些跡象表明資源有衰退的趨勢。根據學者的研究，其主要原因有三：
1. 捕撈過渡，由於主要產區在中俄兩國之界河，1965年以來，對界河生產未加限制，作業船網增加過多；
2. 幼魚魚體損害嚴重，中俄漁民大量捕撈100至200公克的幼魚，影響資源的補充；
3. 水質污染。

## 保護對策
根據學者的指出，保護此魚有以下的方法：
1. 在整個江段，取締密網作業，以免魚群被一網打盡。
2. 繁殖季節，在主要產卵場設立禁漁區，以保證一定數量的親魚獲得進入產卵場進形產卵的機會。
3. 開展人工育苗、流放的研究，進行流放增殖。